# Ochrimiwka (Melitopol)
Ochrimiwka (ukrainisch Охрімівка; russisch Охримовка/Ochrimowka) ist ein Dorf in der Ukraine.

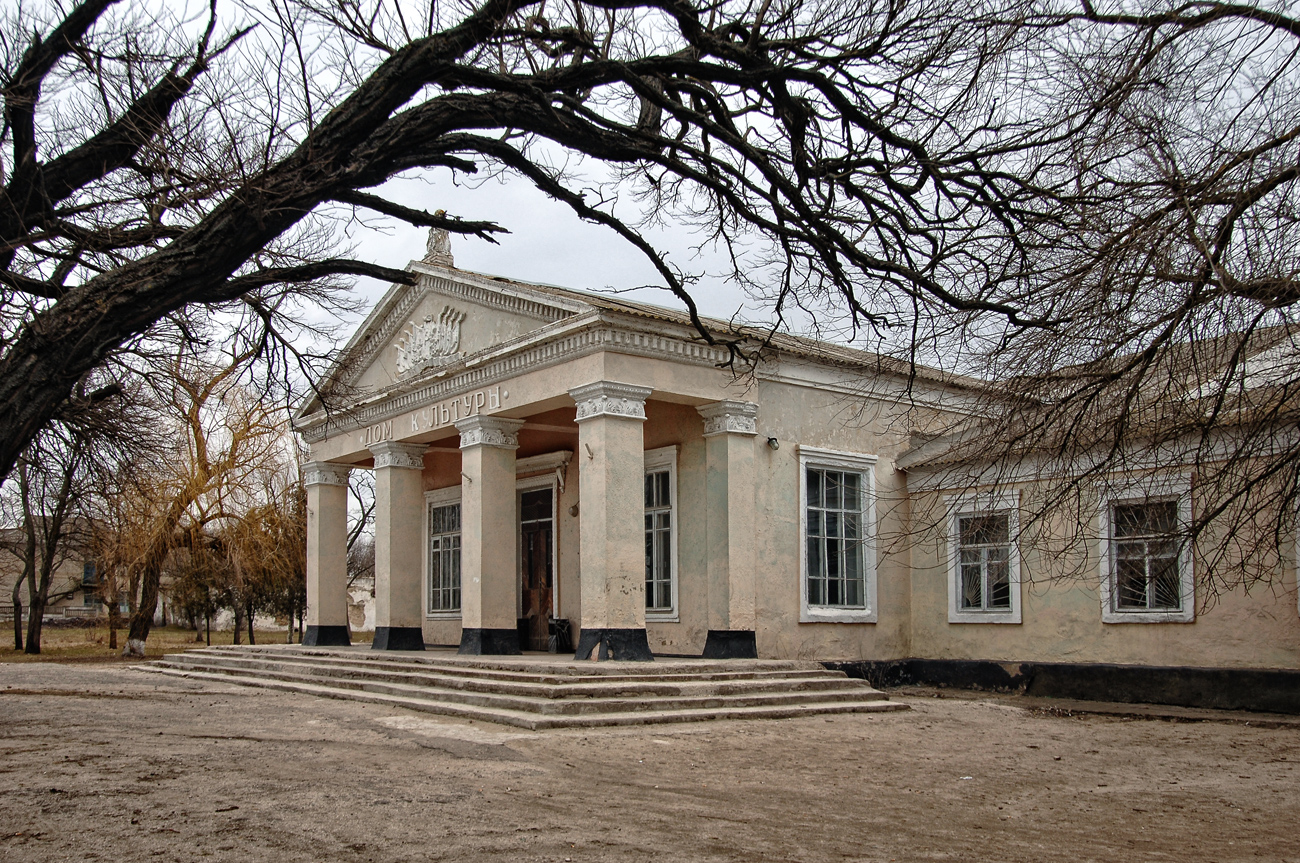
Kulturhaus im Ort

Der Ort liegt im Rajon Melitopol in der Oblast Saporischschja, am westlichen Ufer des Molotschna-Liman am Asowschen Meer. Er wurde 1809 gegründet. Auf einer Fläche von 5,41 km² leben etwa 2000 Einwohner.
Am 3. Juli 2017 wurde das Dorf ein Teil der neugegründeten Siedlungsgemeinde Kyryliwka, bis dahin bildete es zusammen mit dem Dorf Kossych die gleichnamige Landratsgemeinde Ochrimiwka (Охрімівська сільська рада/Ochrimiwska silska rada) im Süden des Rajons Jakymiwka.
Seit dem 17. Juli 2020 ist sie ein Teil des Rajons Melitopol.
Seit 2022 ist Ochrimiwka von Russland besetzt.

## Söhne und Töchter des Ortes
- Wera Belik (1921–1944), sowjetische Bomberpilotin